# Jean-Yves Hasselin
Jean-Yves Hasselin est un navigateur et skipper professionnel français.

## Biographie

### Carrière sportive
Lors du Vendée Globe 1992-1993 il termine 7e et dernier sur PRB/Solo Nantes en 153 j 05 h 14 min 00 s soit plus de 40 j après le vainqueur Alain Gautier,.

### Vie professionnelle
Depuis 2006 il est directeur commercial export Alliaura Marine en particulier responsable de la zone États-Unis et Amérique latine, de la mise en place des réseaux de distribution des produits (voiliers), expertise des voiliers suite litige.

## Palmarès
- 1992
  - 7e du Vendée Globe 1992-1993 sur PRB/Solo Nantes
- 1994
  - 10e de la Route du Rhum sur PRB Vendée
- 1995
  - 2e de la Transat Jacques-Vabre sur PRB Vendée avec Hervé Besson